# Кенеш (Нарынская область)
Кенеш (кирг. Кеңеш) — село в Нарынском районе Нарынской области Кыргызстана. Входит в состав Дебелинского айылного аймака.

## География
Село расположено в центральной части области, в высокогорной зоне, на левом берегу реки Нарын, на расстоянии приблизительно 5 километров (по прямой) к востоку от города Нарын, административного центра области и района. Абсолютная высота — 2130 метров над уровнем моря.

## Население
Согласно оценочным данным Национального статистического комитета Кыргызской Республики, численность населения села на начало 2023 года составляла 736 человек.
| год     | 2009 | 2014 | 2015 | 2020 | 2021 | 2023 |
| ------- | ---- | ---- | ---- | ---- | ---- | ---- |
| человек | 588  | 600  | 638  | 687  | 712  | 736  |